# Harvard Mark II
El Harvard Mark II también conocido como Aiken Relay Calculator, fue un ordenador electromecánico construido en la Universidad de Harvard , bajo la dirección de Grace Hopper y Howard Aiken, se terminó en 1947. Fue financiado por la Marina de los Estados Unidos .

## Construcción
Su tiempo de adición fue 0,125 segundos (8 Hz) y el tiempo de multiplicación fue 0,750 segundos. Este fue un factor de 2,6 más rápido para la suma y un factor 8 para la multiplicación más rápida en comparación con la Mark I. Fue la segunda máquina (después de la calculadora de los Laboratorios Bell Relay) para coma flotante de hardware. Una característica única de la Mark II es que tenía incorporado en el hardware varias funciones, tales como la raíz recíproca, cuadrado, logaritmo, exponencial, y algunas de las funciones trigonométricas. Tardaban entre cinco y doce segundos en ejecutarse.
El Mark II no era un ordenador de programa almacenado - leer una  método de programación peculiar que fue ideado para asegurar que el contenido de un registro estaban disponibles cuando fuese necesario.
La cinta que contiene el programa puede codificar sólo ocho instrucciones, así que lo que es un código de instrucción especial significaba dependía de cuándo fue ejecutado. Cada segundo se divide en varios períodos, y una instrucción codificada puede significar diferentes cosas en diferentes períodos. Una adición se podría iniciar en cualquiera de los ocho períodos en el segundo, una multiplicación podría comenzar en cualquiera de los cuatro períodos de la segunda, y una transferencia de datos se podría iniciar en cualquiera de los doce períodos de la segunda. Aunque este sistema funciona, hizo que la programación fuese complicada y redujo la eficiencia de la máquina.
El Mark II ejecutó algunos programas de prueba realistas en julio de 1947. Fue entregado a la Marina de los EE. UU. Proving Ground en Dahlgren, Virginia , en 1947 o 1948.